# Schultüte

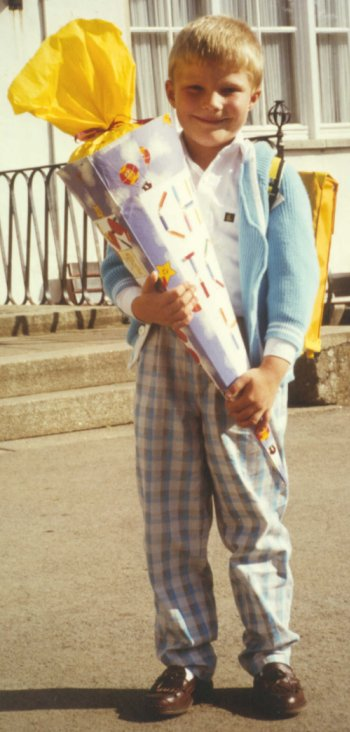
Žák s kornoutem kolem roku 1970

Schultüte či Zuckertüte (doslova školní nebo cukrový kornout) je dárek, který dostávají v Německu děti na začátku první třídy; v polském Horním Slezsku se nazývá tyta. Má tvar kužele a je plněný sladkostmi. Zvyk darovat prvňáčkům kornout vznikl začátkem 19. století v Německu, konkrétně v roce 1817 v Jeně.